# Llista d'espècies de tomísids

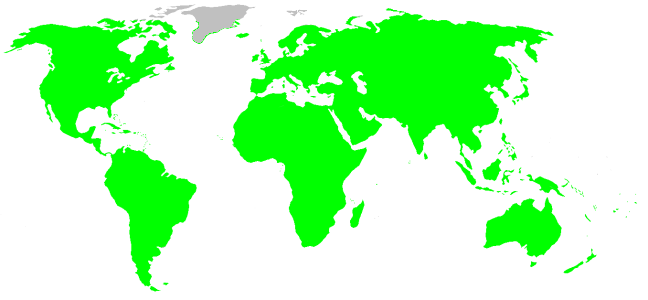
Distribució dels tomísids

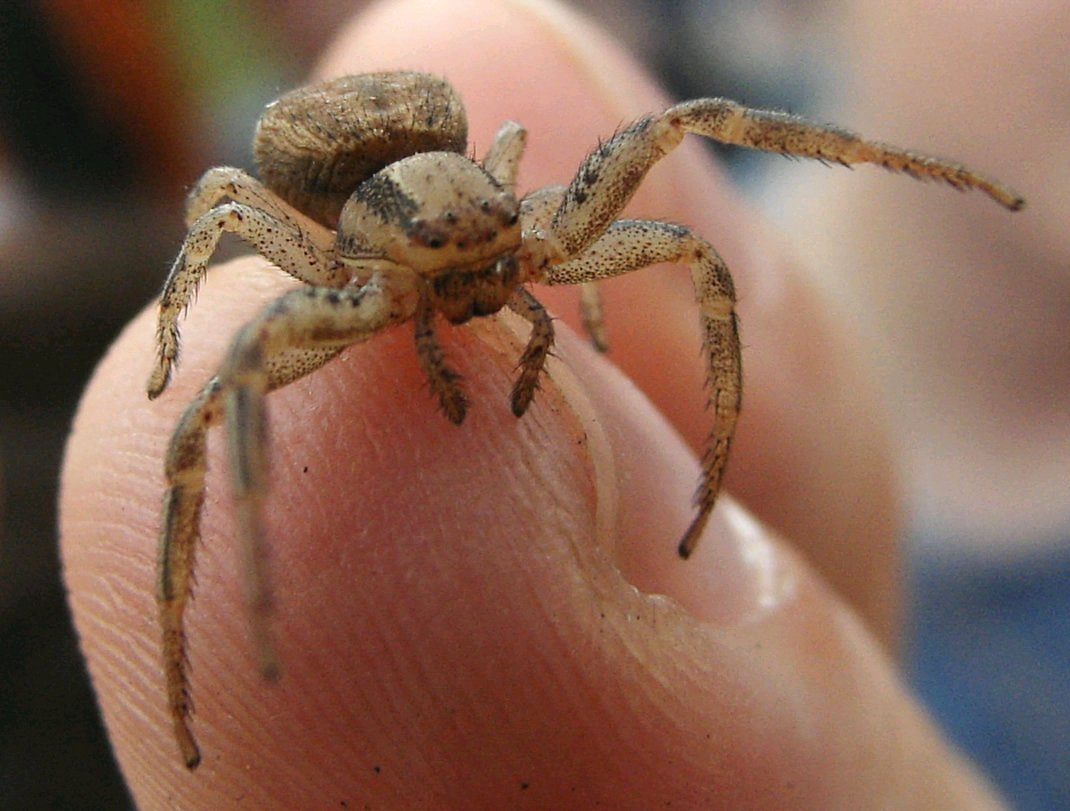
Ozyptila atomaria

Llista d'espècies de tomísids, una extensa família d'aranyes araneomorfes que es troben sovint en les flors. És una família amb una àmplia distribució per tot el món i una important presència en el Mediterrani oriental. En aquest llistat hi ha la informació recollida fins al 28 de novembre de 2006, amb 170 gèneres i 2.026 espècies citades.
Degut a l'extensió del llistat aquest s'ha dividit en 4 articles d'una mida més assequible, seguint l'ordre alfabètic:
1. Llista d'espècies de tomísids (A-H)
2. Llista d'espècies de tomísids (I-O)
3. Llista d'espècies de tomísids (P-S)
4. Llista d'espècies de tomísids (T-Z)